# Satyre
Pour les articles homonymes, voir Satyre (homonymie).
Pour l’article ayant un titre homophone, voir Satire.
 (avril 2011).
Si vous disposez d'ouvrages ou d'articles de référence ou si vous connaissez des sites web de qualité traitant du thème abordé ici, merci de compléter l'article en donnant les références utiles à sa vérifiabilité et en les liant à la section « Notes et références ».
Le satyre (en grec ancien : σάτυρος / sátyros, en latin : satyrus) est une créature de la mythologie grecque. Les satyres, associés aux féminines Ménades, forment le « cortège dionysiaque », qui accompagne le dieu Dionysos. Ils peuvent aussi s'associer au dieu Pan. Ils peuvent également accompagner les nymphes, qui sont des créatures féminines de la mythologie grecque antique.
Ils sont à l'origine représentés comme des créatures anthropomorphes à jambes de chevaux et oreilles de chevaux, souvent ithyphallique, avant d'être soit dé-bestialisé, soit transformés en hybrides mi homme, mi-bouc.

## Mythologie

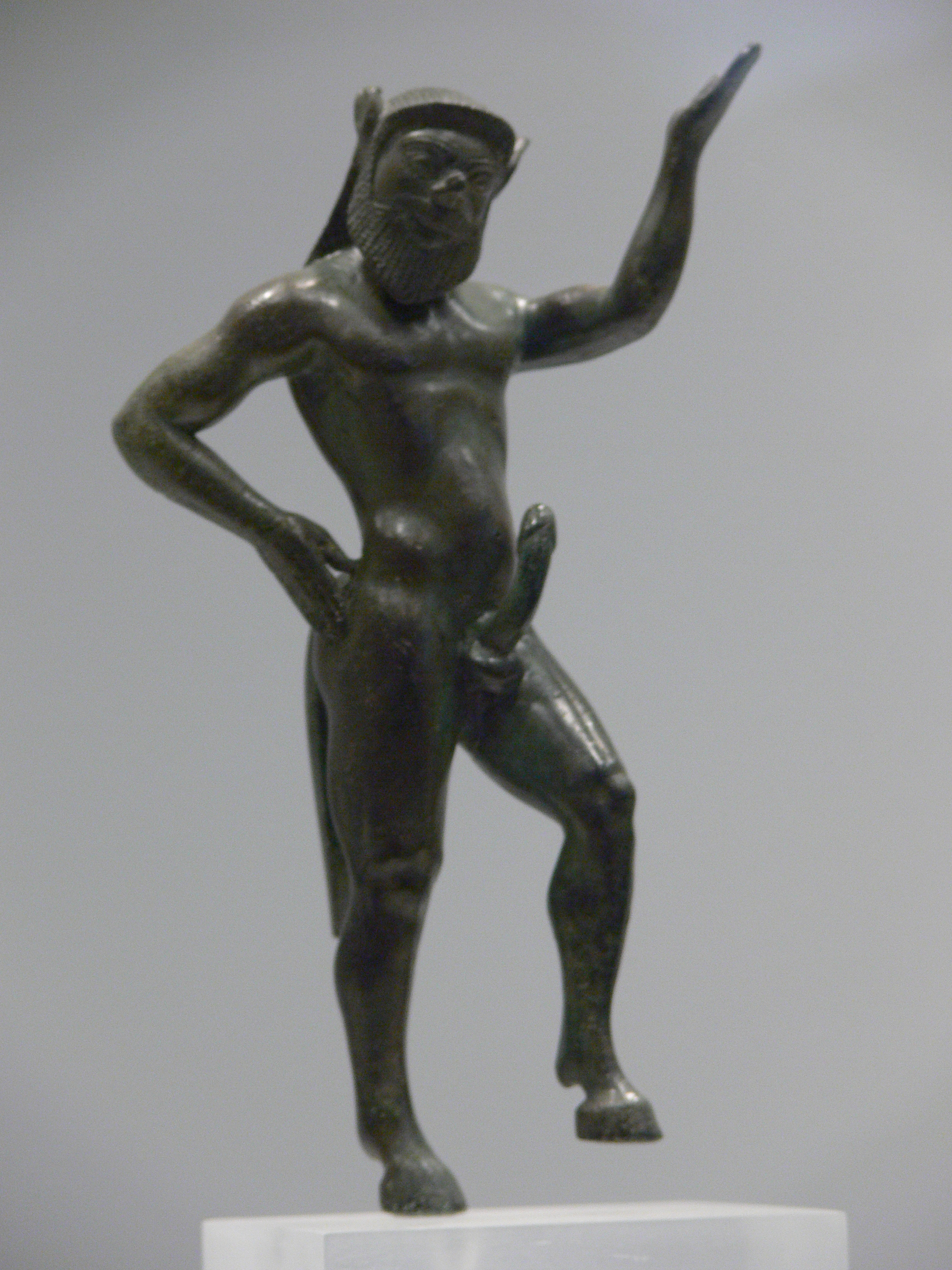
Satyre ithyphallique. Fin Sanctuaire de Zeus à Dodone (Musée Archéologique d'Athènes).

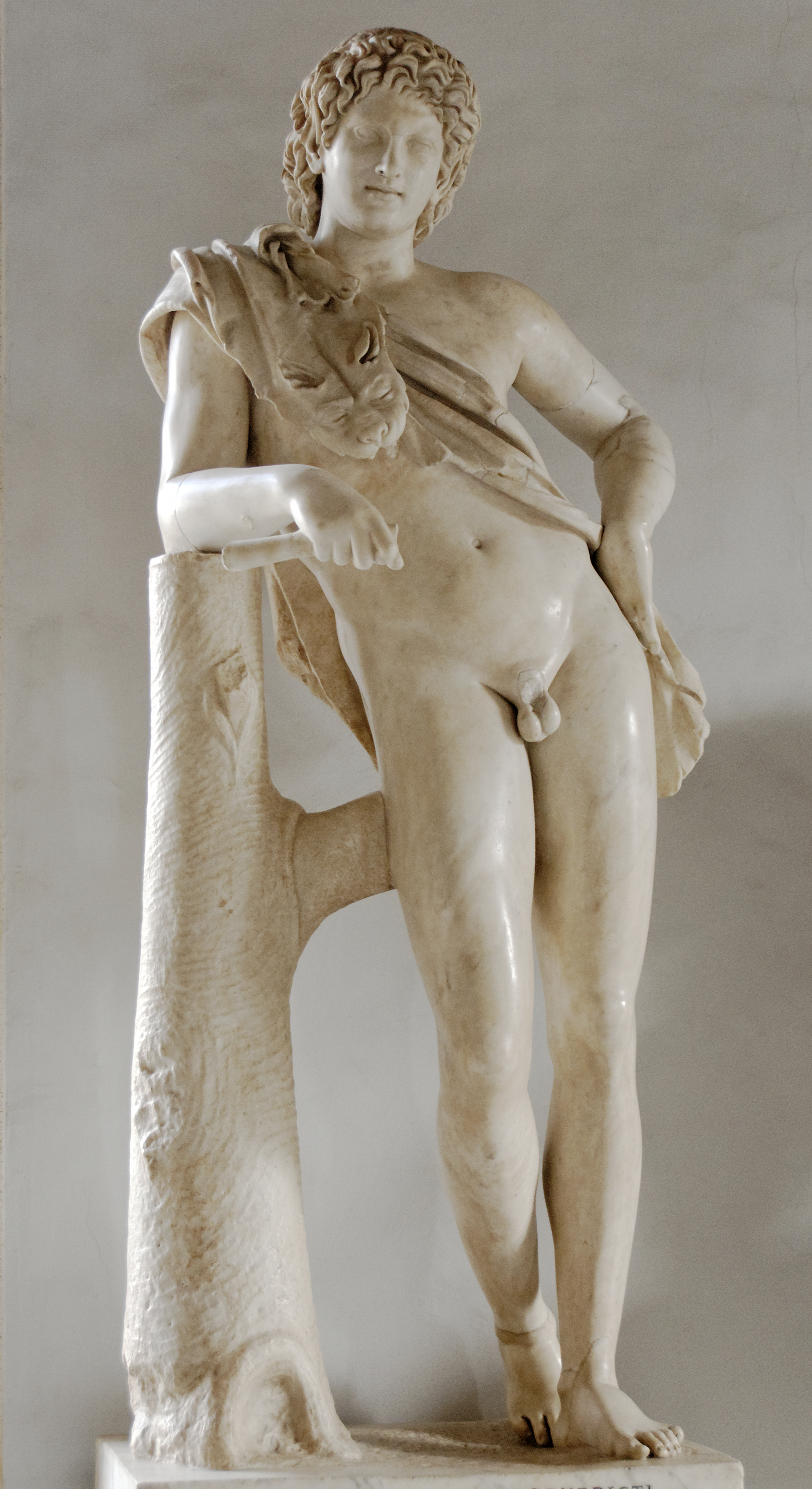
Le Satyre au repos de Praxitèle, copie romaine conservée au musée du Capitole à Rome

Les satyres n'apparaissent pas chez Homère, ni chez Hésiode. Leur nom apparaît pour la première fois dans un passage fragmentaire du Catalogue des femmes (parfois attribué à Hésiode) consacré à la descendance de Doros, l'un des fils d'Hellen : l'une des filles de Phoronée s'unit à un homme (dont le nom a disparu dans une lacune du texte), et engendre cinq filles, qui deviennent mères des satyres, des nymphes des montagnes et des courètes (ces deux derniers groupes sont donc frères et sœurs des satyres). Le passage ne contient pas de description physique et n'établit pas de lien entre les satyres et Dionysos : il précise seulement que les satyres ne sont bons à rien.
Les premières représentations figurées de personnages ressemblant à des satyres datent du Magdalénien et se trouvent sur les parois de la grotte de l'Addaura. Plus tard au VIe siècle av. J.-C., le Vase François montre trois personnages ayant les oreilles, les membres inférieurs et la queue d'un bouc. Ces personnages sont appelés Silènes. D'autres céramiques de la même époque montrent des personnages identiques à travers leurs activités sociales (banquet, musique, sexualité, guerre), ainsi que des personnages au corps entièrement humain, dotés seulement d'une queue de bouc et parfois aussi d'oreilles de bouc. Un kylix attique à figures rouges, datant de la fin du même siècle et attribué au peintre d'Ambrosios, montre le nom de « Satyros » (c'est la deuxième attestation en date de ce nom après celle du Catalogue des femmes) pour désigner un personnage malheureusement endommagé, mais qui était doté d'une queue de bouc et probablement de jambes humaines ; mais il est difficile de savoir si « Satyros » était, dans ce cas précis, utilisé comme un nom d'espèce ou comme un nom propre.
Ces exemples montrent que :
- à l'époque archaïque, les premières représentations des satyres en font plutôt des hybrides mi-hommes, mi-bouc, souvent ithyphalliques ;
- la distinction entre satyres et silènes est difficile, voire impossible, à établir. Il est même probable que les Grecs de l'époque ne faisaient pas de distinction claire entre ces personnages, ou bien que des personnages similaires étaient appelés par un nom ou par l'autre selon les régions.

C'est à partir de la fin du VIe siècle que, sur les vases attiques, ces personnages apparaissent de plus en plus souvent aux côtés de Dionysos.
À l'époque classique, enfin, les satyres acquièrent leurs caractéristiques les plus connues :
- Dans le théâtre athénien, les drames satyriques mettent en scène des chœurs composés de ces personnages, qui sont désormais appelés « satyres ». Dans Le Cyclope d'Euripide et Les Limiers de Sophocle, c'est le chef du chœur des satyres qui est appelé Silène et est présenté comme leur père (cela peut laisser supposer que les deux noms sont devenus à peu près synonymes, ou bien que Silène est devenu un personnage individuel) ;
- À partir de la seconde moitié du Ve siècle av. J.-C., les satyres figurés sur les vases attiques sont de plus en plus souvent des hybrides  dotés d'une queue plus courte et d'oreilles d'équidé. Cependant il faut remarquer que la représentation du satyre s'humanise de plus en plus avec le temps (disparition des attributs animaliers). Des vases du VIe siècle et du début du Ve siècle montrent des satyres en parfaits compagnons de Dionysos : ils boivent, jouent de l’aulos, dansent et poursuivent de leurs ardeurs des Ménades et des jeunes filles qui leur résistent (ils s'en prennent même parfois à l'âne qui sert de monture à Dionysos). Leurs représentations ont presque toujours un but comique.

## Satyres, silènes et faunes

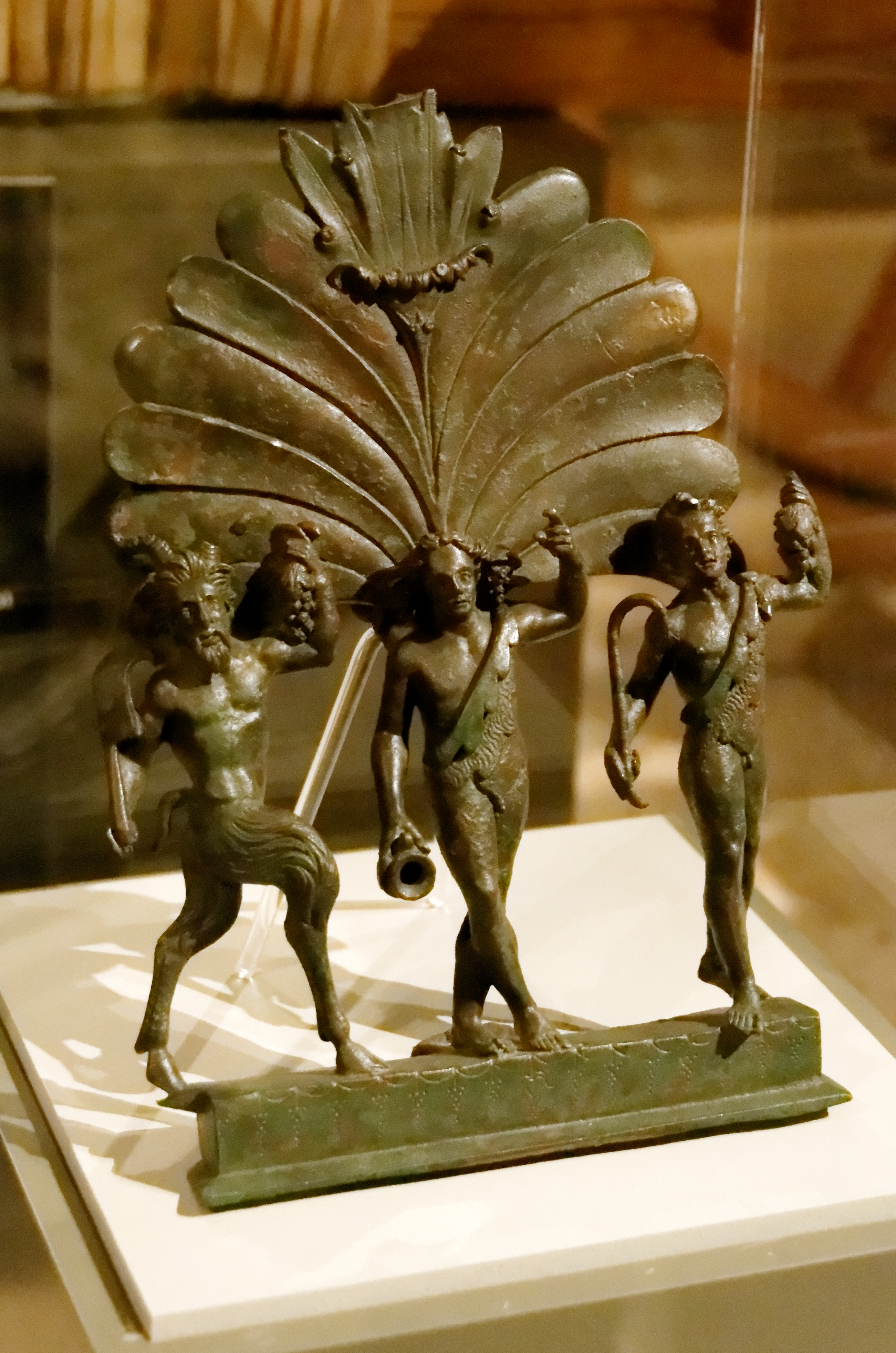
Plaque ornementale en bronze d'un char romain représentant de gauche à droite, Pan, Bacchus et un Satyre II.

Les satyres et les silènes étaient à l'origine représentés sous les traits d'hommes rustres, avec une queue, des oreilles de cheval et un phallus le plus souvent en érection. L'origine de cette distinction, entre satyres et silènes, reste une énigme. Les faunes sont les équivalents latins des satyres.
Étant représentés nus, ils exhibent avec insistance leur monstruosité, cette laideur qui les caractérise longtemps et l'aspect, pour le moins, comique de leur excitation sexuelle. Car dans le nu antique grec le sexe des dieux masculins, des héros, hommes soldats ou sportifs doit être de taille modeste. Associés à Dionysos, les satyres connotent le banquet des buveurs et leurs objets préférés sont ceux qui en signalent la consommation : vigne, coupe, cratère, outre. Leur apparition verse ainsi dans l’univers joyeux et décalé des plaisirs et du vin, ce qui n’est sans doute pas pour déplaire à l’usager du vase, ceci d'autant plus volontiers que les images qui ornent ces vases sont commentées au cours du banquet, dans une ambiance détendue. Le comportement lubrique, en particulier, manifeste une totale décontraction par rapport aux normes civiques, notamment celle, valable pour les hommes et femmes en vue, de la sophrôsunê, le contrôle de soi. Selon François Lissarrague, la lubricité bénéficie alors de ces figures imaginaires pour s’exprimer très librement.

## Sens dérivé

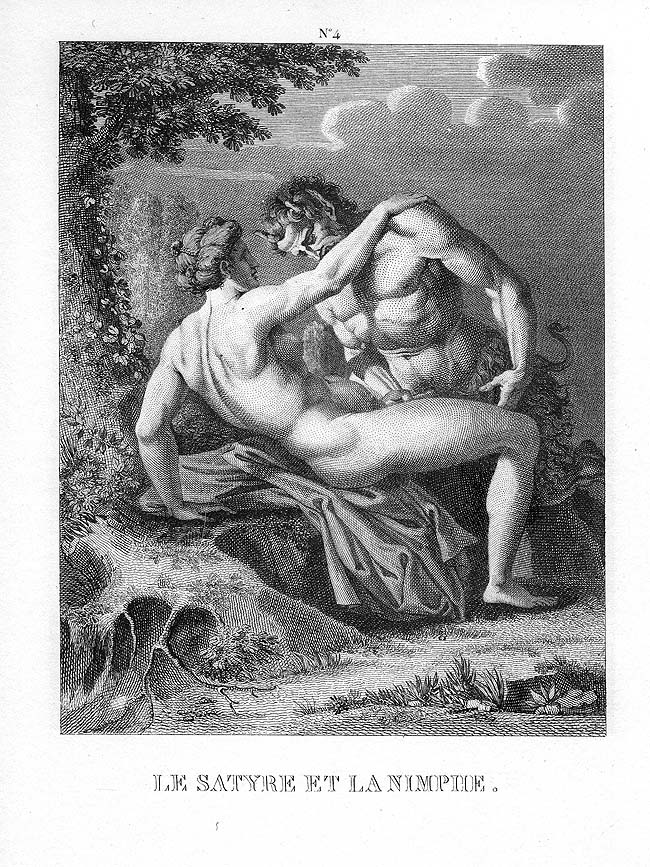
Agostino Carracci, Le Satyre et la Nymphe

Par analogie avec le comportement lubrique et libidineux attribué au satyre, le terme « satyre » peut être employé dans le langage courant pour qualifier certains types de pervers sexuels : le mot désigne en particulier un homme obsédé par le sexe, qui cherche à avoir des rapports avec des inconnu(e)s — notamment des jeunes personnes, voire des enfants — ou qui se livre à des actes répréhensibles (exhibitionnisme, voyeurisme, agression sexuelle éventuellement sur mineur, etc).
Le terme  « satyriasis » désigne quant à lui l’hypersexualité qui peut apparaître chez l'homme, en miroir avec la nymphomanie chez la femme.

## Évocations artistiques
(avril 2015).
Il convient de distinguer les œuvres datant de l'antiquité, où les satyres sont un élément familier de la culture quotidienne des grecs, des œuvres modernes qui ont succédé au paganisme depuis l'empire byzantin ; ces dernières ont souvent réinventé ou réinterprété les personnages et les concepts de l'antiquité, au gout du jour.

### Littérature

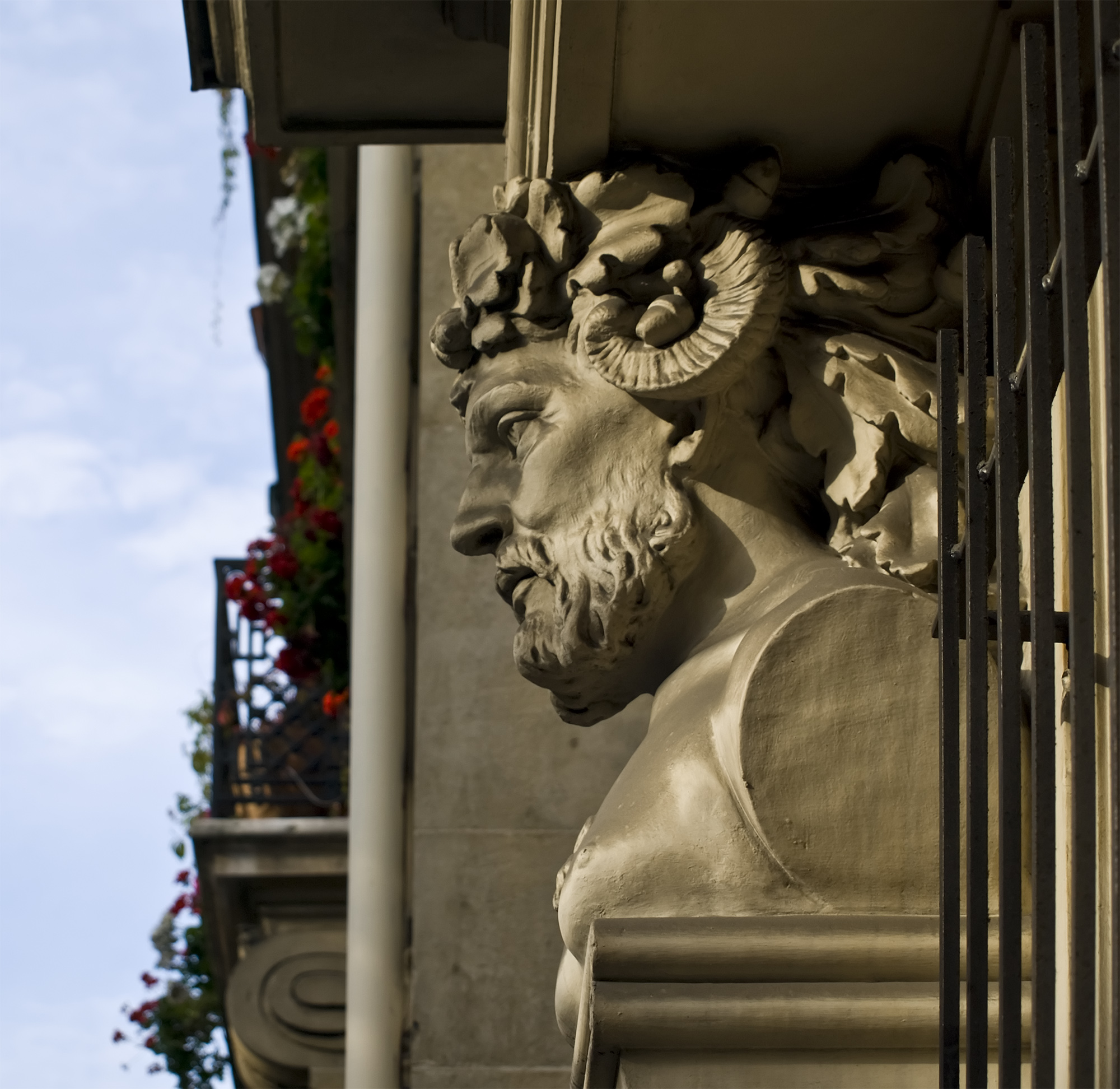
Un exemple contemporain d'utilisation : buste de satyre, sculpture ornant la façade d'un immeuble situé rue Madame, dans le 6e arrondissement à Paris.

- Les satyres sont mentionnés dans les bestiaires médiévaux[6] qui classent des singes parmi les satyres.
- Le satyre est présent, aux côtés de nombreuses autres créatures mythologiques, dans les poèmes du Parnasse, par exemple dans le sonnet « Le Chevrier » des Trophées de José-Maria de Heredia[7]. De nombreuses œuvres sont consacrées à des personnages de satyres particuliers, ou à des dieux à forme de satyres : voyez à Marsyas, Pan, Silène. Dans La Légende des siècles, Victor Hugo, avec « Le Satyre », présente une figure de juste et de poète qui s'inspire de Marsyas et de Pan.
- Dans Les Chansons de Bilitis de Pierre Louÿs[8], le satyre apparaît à trois reprises (1894).
- Dans La Bergère et le Ramoneur de Hans Christian Andersen apparaît un satyre surnommé le « Grand-général-commandant-en-chef-Jambe-de-Bouc ».
- Dans le roman de science-fiction Hypérion, de Dan Simmons, le poète Martin Silenus avec l'aide du Biosculpteur Graumann Raclette se procure l'apparence d'un satyre décrit comme ayant les flancs velus, des sabots, des pieds de bouc, des oreilles en pointe et subi également « quelques intéressantes modifications de son anatomie sexuelle », afin de fournir à la Cité des Poètes « la seule chose qui lui manquait : le sens de la décadence. »
- Dans Zazie dans le métro de Raymond Queneau, la figure du satyre est un personnage récurrent. En effet, on peut compter le père de Zazie, qui abuse de sa fille avant d'être victime de la lame conjugale. On compte également le « type » aux nombreuses personnalités, prince du monde et figure représentative du satyre dans toute sa splendeur. Il passe de la jeune fille, vers la femme mariée et finit sa tournée avec la veuve. Aucune catégorie ne lui échappe.
- Dans les séries Percy Jackson et Héros de l'Olympe de Rick Riordan, les satyres Grover et Hedge accompagnent Percy et ses amis dans leurs aventures.
- Le dieu dans l'ombre est un roman de fantasy écrit par Megan Lindholm, plus connue sous le nom de Robin Hobb. Il raconte l’attraction irrésistible d’une jeune femme pour un faune.

- Dans la bande dessinée « Le Dieu vagabond » de Fabrizio Dori, Eustis le vagabond est un satyre au milieu des humains.

### Musique
- Claude Debussy, Trois Chansons de Bilitis", plus précisément dans le Tombeau des Naïades (1897), sur le texte de Pierre Louÿs.
- Georges Brassens, Le bulletin de santé (1966).

### Peinture
Rubens a peint de nombreuses compositions avec des satyres, y inclus plusieurs représentations de Silène ivre dont une est conservée à l'Alte Pinakothek, à Munich.  Sebastiano Ricci représenta à plusieurs reprises des satyres : Deux satyres regardent une nymphe endormie, 1712-1716, Palais des Beaux-Arts de Lille ; Nymphes et satyres en 1712-1716 au Musée du Louvre et Vénus et un satyre, 1716-1720 au Musée des Beaux-Arts de Budapest.
Cinquante ans plus tard, Giambattista Tiepolo dans une paire de tableaux réalisés en 1740-1742, représente des satyres femelles. Ils sont conservés au Norton Simon Museum de Pasadena.

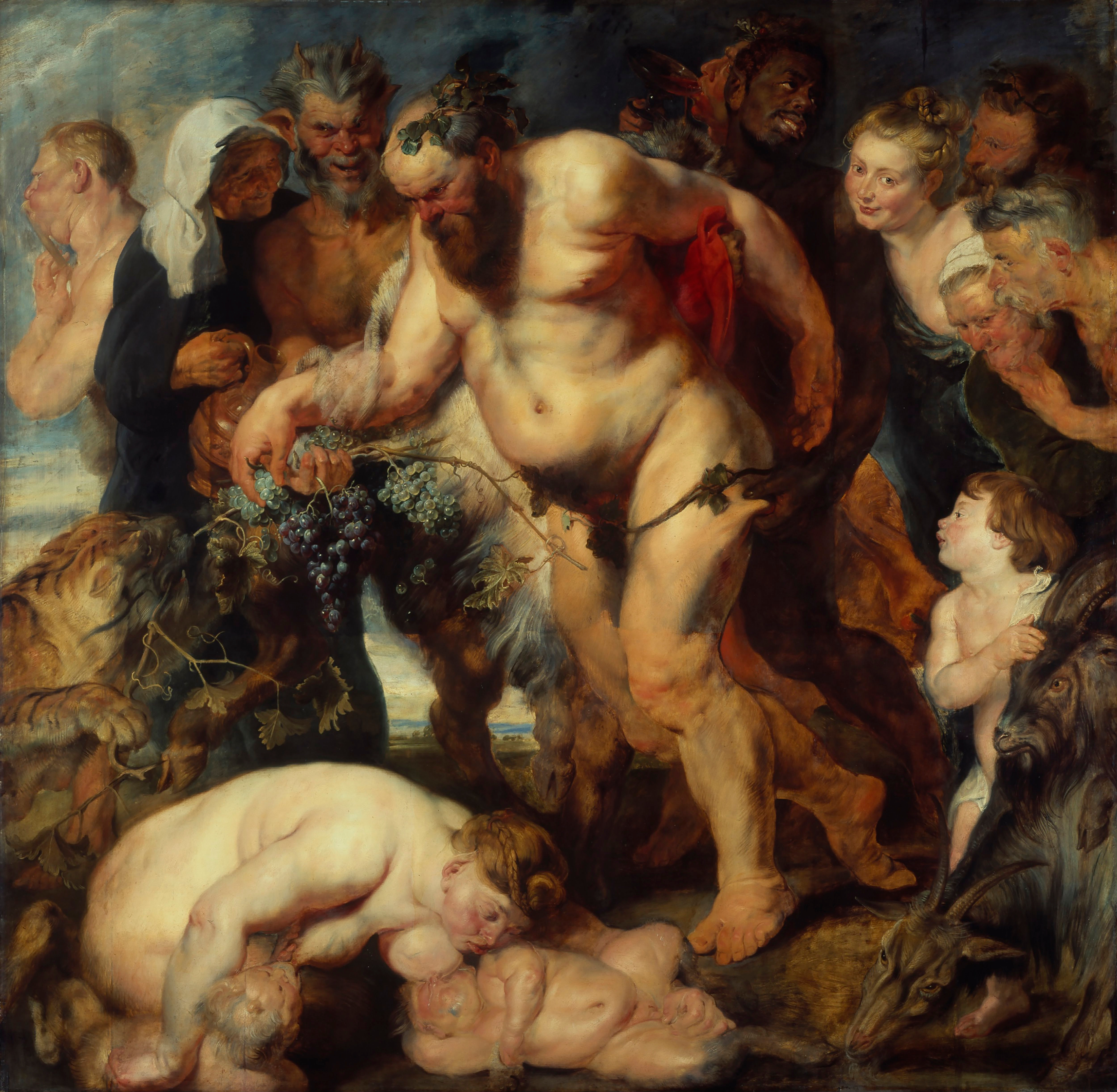
Silène ivre Rubens, 1617-16 Alte Pinakothek
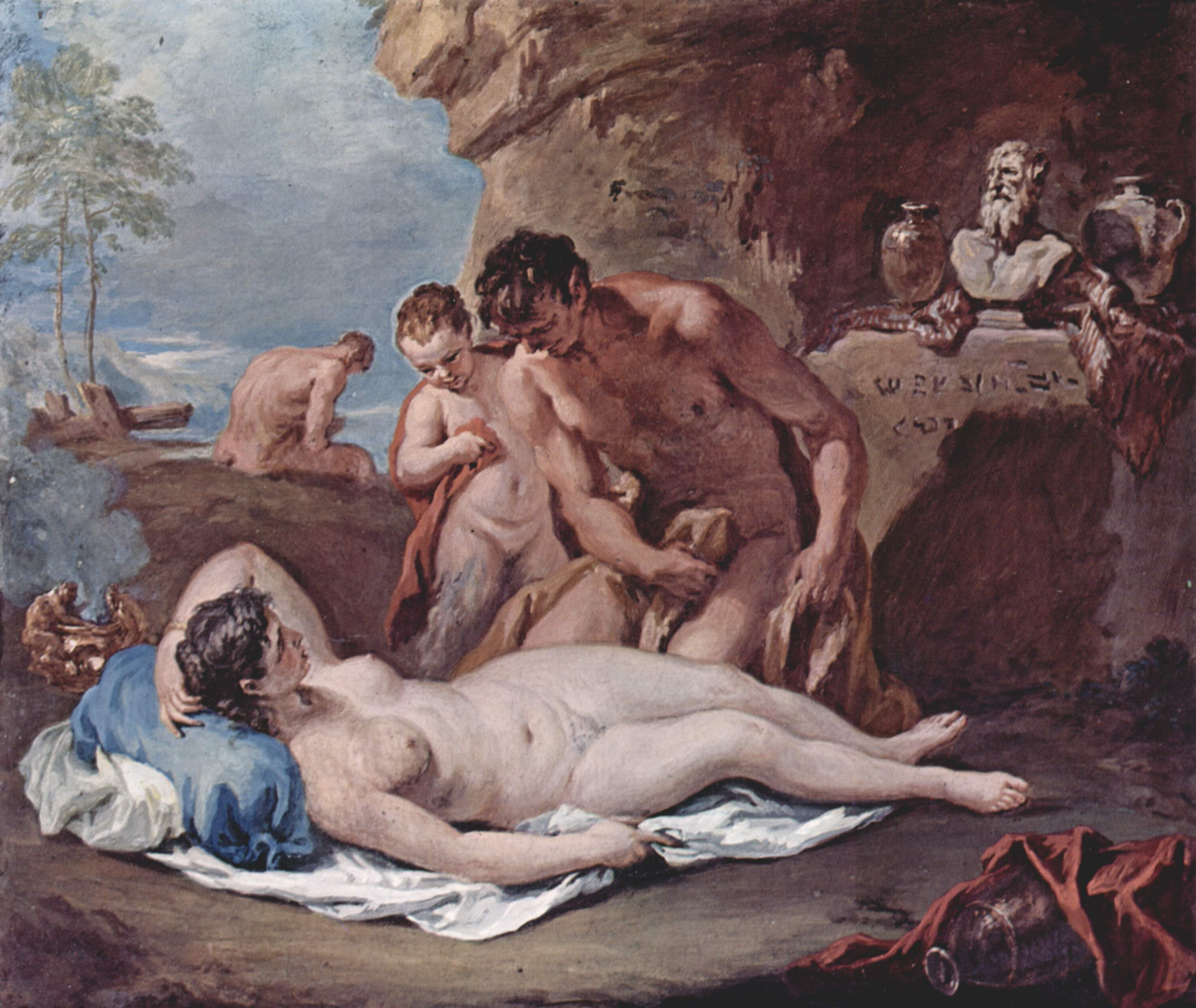
Deux satyres regardent une nymphe endormie Sebastiano Ricci, 1712-1716 Palais des Beaux-Arts de Lille
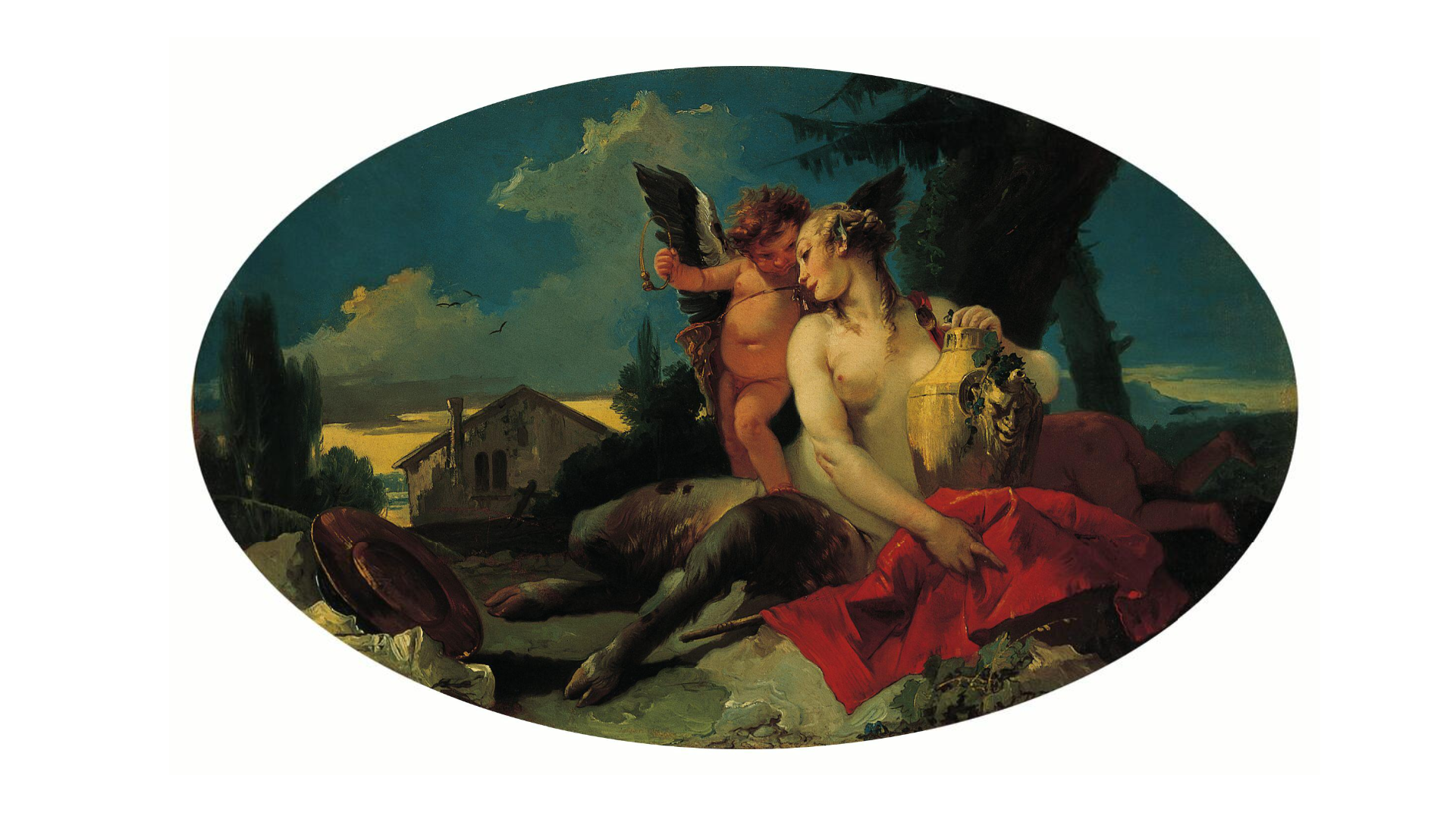
Satyre femelle avec une maison, un enfant et un putto Giambattista Tiepolo, 1740-1742 Norton Simon Museum, Pasadena
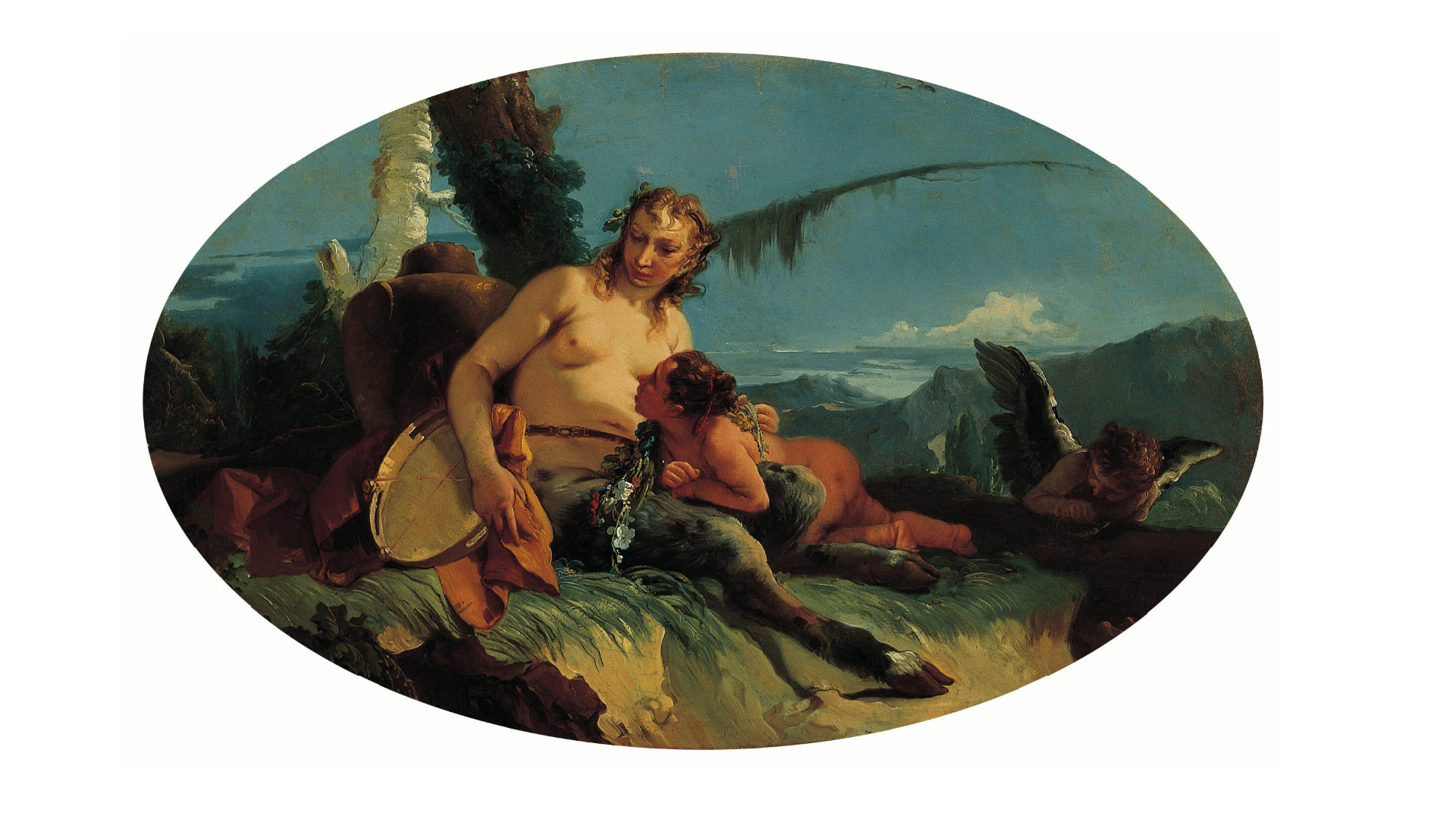
Satyre femelle avec un tambourin, un enfant et un putto Giambattista Tiepolo, 1740-1742 Norton Simon Museum, Pasadena

Au XIXe siècle William Bouguereau représente Les Nymphes et le Satyre (1873).

### Sculpture
Sculptures antiques : 
- À l'époque classique, les satyres de Praxitèle, dont le Satyre au repos et le Satyre verseur
- À l'époque hellénistique, le Faune Barberini (Munich) et le Satyre endormi (Naples).
- Faune sur dauphin, groupe statuaire romain en marbre blanc du IIe siècle, actuellement conservé à la Galerie Borghèse de Rome.
- Satyre dansant, statue romaine en marbre pentélique du IIe siècle.
- Satyre de Mazara del Vallo.

Autres époques : 
- Satyre et bacchante, ou Satyre lutinant une nymphe, groupe en marbre, sculpté par James Pradier entre 1830 et 1834.

### Cinéma
- 1997 : Hercule, film américain de Disney. Le mentor du personnage éponyme, Hercule, est un satyre nommé « Philoctète » (celui-ci correspond à une libre inspiration à partir de différents personnages, dont le centaure Chiron et l'archer Philoctète).
- 2007 : Sa Majesté Minor, film franco-espagnol de Jean-Jacques Annaud. L'acteur Vincent Cassel interprète le dieu Pan, qui est nommé « Satyre » dans le film.
- 2010¹ et 2013² : Percy Jackson : Le Voleur de foudre¹, film américain réalisé par Chris Columbus. Percy Jackson : La mer des monstres²,  film américain réalisé par Thor Freudenthal. L'acteur Brandon T. Jackson interprète un satyre nommé « Grover Underwood ».

### Théâtre
Au théâtre, l'interprétation la plus controversée en son temps de la figure du Satyre fut certainement celle d'Arnie Daubert, néophyte recruté sur la pièce de René de Obaldia Le Satyre de la Villette (1966). Engagé pour ses particularités physiques (un courbement du bassin très prononcé, doublé de fossettes dissymétriques et de sourcils broussailleux), l'acteur d'une seule pièce subira la fronde d'un public insatisfait par son jeu de scène[réf. nécessaire].

## Littérature scientifique
Dans sa classification des êtres vivants C. von Linné regroupe en troglodytes : Homo nocturnus, Homo sylvestris, Orang-Outang et Kakurlacko. Par la suite, dans Amoenitates academicae (1763), il définit un taxon assez vaste Homo anthropomorpha désignant une variété de créatures mythologiques et proches de l'homme, comme le troglodyte, le satyre, l'hydre, le phénix. Il ajoute que ces créatures n'existèrent pas vraiment mais qu'elles étaient des descriptions inexactes de créatures ressemblant aux grands singes.